# Тест Айзенка
Тест Айзенка — тест коэффициента интеллекта (IQ), разработанный психологом Гансом Айзенком. Известно восемь различных вариантов теста Айзенка на интеллект.
Первые пять тестов довольно похожи и дают общую оценку интеллекта человека при условии, что он будет тщательно следовать инструкциям. Эти тесты иногда называются сборными тестами. Они предназначены для общей оценки интеллектуальных способностей с использованием словесного, цифрового и графического материала с различными способами формулировки задач. Таким образом, можно надеяться на взаимную нейтрализацию достоинств и недостатков; к примеру, человек, который хорошо справляется со словесными заданиями, но плохо решает арифметические задачи, не получит каких-либо преимуществ, но и не окажется в невыгодном положении, так как оба вида задач представлены в тестах примерно поровну.
Разработаны также три специальных теста: словесный, числовой и зрительно-пространственный. Эти тесты направлены на выявление специфических способностей, которые невозможно определить с помощью общих тестов. Также в сборники тестов как правило включается несколько дополнительных развлекательных заданий под шутливым названием «головоломки для интеллектуалов» (или «разминка для интеллектуалов» в некоторых переводах). Ввиду повышенной сложности этих заданий их результаты не подлежат количественной оценке, а сами задания прилагаются исключительно «ради удовольствия поискать решение».
Тесты предназначены для оценки интеллектуальных способностей для людей в возрасте от 18 до 60 лет, имеющих образование не ниже среднего. Коэффициент интеллекта (англ. IQ — intelligence quotient) — количественная оценка уровня интеллекта человека: уровень интеллекта относительно уровня интеллекта среднестатистического человека. Определяется с помощью специальных тестов. Тесты IQ рассчитаны на оценку мыслительных способностей, а не уровня знаний (эрудированности). Коэффициент интеллекта является попыткой оценки фактора общего интеллекта (g).
Тесты IQ разрабатываются так, чтобы результаты описывались нормальным распределением со средним значением IQ, равным 100 и таким разбросом, чтобы 50 % людей имели IQ между 90 и 110 и по 25 % — ниже 90 и выше 110, что отвечает стандартному отклонению 15. Значение IQ менее 70 обычно интерпретируется как умственная отсталость. Тест Айзенка предусматривает максимальный уровень IQ 160 баллов.

## Критика
Академик В. А. Васильев исследовал логические и геометрические задачи оригинальных тестов Айзенка и обнаружил в них ряд грубых ошибок и некорректных формулировок (см. ниже в списке литературы). В частности, из шестнадцати исследованных логических задач для восьми были приведены неправильные ответы и для трёх правильные ответы имели неправильное обоснование.
Тем не менее, для объяснения некорректности вышеуказанных логических задач Васильев использовал математическую логику (с точки зрения топологии), в то время как с точки зрения среднего человека, использующего бытовую теорию вероятностей, эти задания абсолютно корректны.
Упрощенная суть проблемы. Задачи в тесте сформулированы более сложно, но ошибка в ответе такая же. Пример упрощенной задачи: в школе учится 1000 учеников. В понедельник в школу пришли 998 учеников, 2 поехали на соревнования. Один из учеников в понедельник был болен. Следовательно, больной ученик пришел в школу. Эквивалентный ответ теста: «вывод верен». Эквивалентный ответ академика Васильева: «Это заключение неверно».
С точки зрения математической логики (а это предполагается задача на логику) вывод неверен, так как есть возможности, когда больной школьник не пришел в школу, а поэтому употребление слова «следовательно» неправомерно, то есть утверждение ложно. С точки зрения обывателя, предположив, что распределение вероятности больного школьника пойти в школу или на соревнования одинаковы (или подобраны специальным образом), наиболее вероятный сценарий, что больной школьник пришел в школу. Тогда, неправильно истолковывая слово «следовательно», обыватель может предположить, что вывод правильный. К сожалению, в данном IQ тесте часто встречаются такие ложные ответы, что сильно уменьшает валидность теста или вообще делает его невалидным.